# Antonow An-180
Die Antonow An-180 war ein Projekt des ukrainischen Flugzeugherstellers Antonow.

## Entwicklung
Der Entwurf sah ein Mitteldecker-Passagierflugzeug mit gepfeilten Tragflügeln und Turboprop-Antrieb vor. Die 1991 begonnene Entwicklung wurde 2005 eingestellt. Hervorzuheben ist die vorgesehene Anbringung der mit je zwei gegenläufigen Propellern ausgestatteten Turboprop-Triebwerke des Typs Iwtschenko Progress D-27 an den Enden von Pylonen unterhalb des T-Höhenleitwerkes. Anfangs war vorgesehen, die Triebwerke an den Enden des Höhenleitwerkes zu montieren. Die Bestuhlung war vorgesehen in der Anordnung 2-2-2.
Ursprünglich sollte der Erstflug 1995 stattfinden.

## Technische Daten
| Kenngröße            | Daten                                                                                    |
| -------------------- | ---------------------------------------------------------------------------------------- |
| Besatzung            | 2 + 2 Kabine                                                                             |
| Passagiere           | 175                                                                                      |
| Länge                | 43,00 m                                                                                  |
| Spannweite           | 35,60 m                                                                                  |
| Rumpfdurchmesser     | 4,30 m                                                                                   |
| Flügelfläche         | 127 m²                                                                                   |
| Flügelstreckung      | 10,0                                                                                     |
| max. Nutzlast        | 18.000 kg                                                                                |
| Leermasse            | 42.500 kg                                                                                |
| max. Startmasse      | 71.700 kg                                                                                |
| Reisegeschwindigkeit | 800 km/h.                                                                                |
| Dienstgipfelhöhe     | 10.100 m                                                                                 |
| Triebwerke           | zwei Turboproptriebwerke ZMKB Progress Iwtschenko Progress D-27 je 10.210 kW (13.882 PS) |